# Liste der Naturdenkmale in Oberwiesenthal
Die Liste der Naturdenkmale in Oberwiesenthal nennt die Naturdenkmale in Oberwiesenthal im sächsischen Erzgebirgskreis.

## Definition
„Naturdenkmäler sind rechtsverbindlich festgesetzte Einzelschöpfungen der Natur oder entsprechende Flächen bis zu fünf Hektar, deren besonderer Schutz erforderlich ist
1. aus wissenschaftlichen, naturgeschichtlichen oder landeskundlichen Gründen oder
2. wegen ihrer Seltenheit, Eigenart oder Schönheit.“

„§ 18 – Naturdenkmäler – (zu § 28 BNatSchG)
(1) Die Erklärung nach § 22 Abs. 1 BNatSchG von Teilen von Natur und Landschaft als Naturdenkmal erfolgt durch Rechtsverordnung oder Einzelanordnung.
(2) Über § 28 Abs. 1 BNatSchG hinaus können Naturdenkmäler zur Sicherung von Lebensgemeinschaften oder Lebensstätten von im Bestand gefährdeten oder streng geschützten Arten festgesetzt werden.“

## Liste
Link zu einem Kartenansichtstool, um Koordinaten zu setzen.
| Bild                          | Bezeichnung                      | Lage                                                 | Beschreibung         | Datum                                                                                             | Nummer     |
| ----------------------------- | -------------------------------- | ---------------------------------------------------- | -------------------- | ------------------------------------------------------------------------------------------------- | ---------- |
| BW                            | Börnerwiese                      | Oberwiesenthal (50° 25′ 17,2″ N, 12° 55′ 11,4″ O)    | Fläche: ca. 13261 m² | Änderungsverordnung des Landkreises Annaberg vom 01.12.2000, Landkreisnachrichten Nr. 1/2001 S. 4 | 364.23-184 |
| BW                            | Hangmoor am Hinteren Fichtelberg | Oberwiesenthal (50° 25′ 16,1″ N, 12° 57′ 16″ O)      | Fläche: ca. 5998 m²  | Beschluss des Rates des Kreises Annaberg Nr. 279/69 vom 18.07.1969                                | 364.23-185 |
| mehr Fotos \| Fotos hochladen | Kalkbruch Hammerunterwiesenthal  | Hammerunterwiesenthal (50° 27′ 1,5″ N, 13° 0′ 20″ O) | Fläche: ca. 47037 m² | Verordnung des Landkreises Annaberg bom 14.02.2003                                                | 364.23-187 |
| BW                            | Niedermoor an der Riedelstraße   | Oberwiesenthal (50° 25′ 58,6″ N, 12° 58′ 38,9″ O)    | Fläche: ca. 47114 m² | Verordnung des Landkreises Annaberg bom 14.02.2003                                                | 364.23-186 |